# Jan Brusse
 (octobre 2018).
Pour les articles homonymes, voir Brusse.
Jan Brusse, né le 8 juillet 1921 à Rotterdam et mort le 8 juillet 1996 à Antibes, est un écrivain et journaliste néerlandais.

## Carrière
Il est le frère du réalisateur Ytzen Brusse, de l'acteur Kees Brusse, de l'écrivain Peter Brusse et du peintre Mark Brusse.